# طريقة استنفاد

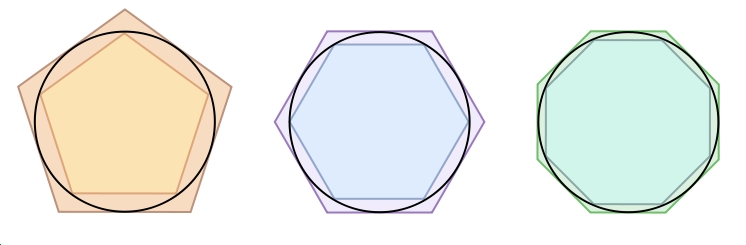

طريقة الاستنفاد (بالإنجليزية: Method of exhaustion)‏ هي طريقة لحساب مساحة شكل ما، عن طريق تأطير قيمة المساحة بمساحة مضلعات محيطة أو محاطة بالشكل.
عمليا، كلما كبر عدد الأضلاع، صار بالإمكان الاقتراب من المساحة الحقيقية أكثر. وبذلك يُحصل على تقريب لمساحة الشكل عندما «نستنفد» كل القيم الممكنة بدقة معينة (مثلا: رقمين بعد الفاصلة).
نفس المنهاج ينطبق على حساب طول منحنا ما (أو حجم شكل ما) عبر تقريبه بطول خط منكسر (أو بحجم شكل متعدد الأوجه)

## التاريخ
استخدم اليونانيون القدماء هذه الطريقة حيث أن أرخميدس استخدمها لحساب قيمة تقريبية للعدد ط.
استعملت هذه الطريقة من طرف الرياضيين اليونان لحساب مساحة أشكال كالدائرة والقطع مكافئ (الشلجم) ولإيجاد التقريبات الأولى ل ط (رياضيات).